# Göran Dahlström
Nils Erik Göran Dahlström, född 16 november 1950 i Stora Malms församling i Södermanlands län, är en svensk politiker (socialdemokrat). Från 1 februari 2006 till 30 juni 2021 var Dahlström kommunalråd i Katrineholms kommun.
Dahlström är känd för att ha skapat Katrineholms Logistikcentrum  och för att som kommunalråd arbetat för att säga upp avtalet med Migrationsverket för mottagande av flyktingar. Den 8 september 2010 skapade Dahlström också nyheter då han enligt Katrineholmskuriren ville att romer inte skulle campa på kommunens parkeringsplats. Dahlström har flera gånger lyft fram att han vill att man i Sverige ska debattera integrationen för att Sverigedemokraterna inte ska fortsätta att växa.